# NProtect GameGuard
nProtect GameGuard (também conhecido como GG) é um software anticheat desenvolvido pela INCA Internet. É instalado junto com vários jogos online de representação (MMORPGs) como Lineage II, 9Dragons, Cabal Online, Phantasy Star Universe, GunZ: The Duel, Flyff, Pangya e Ragnarök para bloquear aplicativos maliciosos e métodos de trapaça comuns. nProtect GameGuard provê serviços de segurança online B2B2C (Business to Business to Consumer, algo como Da Empresa Para o Consumidor) para companhias de jogos online e sites.
GameGuard esconde seus processos, gasto de memória, fecha aplicações definidas pela empresa contratante como trapaças (Bots, por exemplo), bloqueia algumas funções DirectX e Windows APIs, e se auto-atualiza periodicamente.
Ele possui um database para hacks de jogos baseado em referências em segurança de mais de 260 clients de jogos. Alguns com um  database de antivírus/anti-spyware, outros com uma espécie de antikeylogger, que protege informações digitadas no teclado.

## Requerimentos do sistema
|               | Sistema Operacional                                          | Processador (CPU)                                | RAM           | Espaço em disco |
| ------------- | ------------------------------------------------------------ | ------------------------------------------------ | ------------- | --------------- |
| Requerimentos | Windows XP, Windows Vista, Windows 8,Windows 8.1, Windows 10 | Intel Pentium 4 2 Ghz ou melhor (ou equivalente) | 1GB no Mínimo | 40GB no Mínimo  |

## Problemas
Existem problemas com o GameGuard quanto a compatibilidade com outros programas. Alguns dos problemas foram resolvidos ou estão em processo de resolução. Mas, atualmente, existem defeitos de versões anteriores.
Devido ao método de atualização (parecido com o de um rootkit), é muito invasivo, e sem o conhecimento do usuário. O software instala um driver que é difícil de desinstalar; Mesmo desinstalando o jogo, ainda sim sobram vários arquivos do programa escondidos no computador, mas fica inativo sem o jogo. A maioria dos antivírus desconsidera o nProtect GameGuard por ser um programa comercial. O GameGuard "trai" essa confiança por parte do antivírus e se instala no cliente da máquina sem que o usuário autorize.

## Jogos que utilizam o GameGuard
- Aion: The Tower of Eternity (As versões mais novas não utilizam mais [2])
- FlyFF[3] (EU: revisão 1335)
- Phantasy Star Online Blue Burst (PSOBB)[3]
- Seal Online[3]